# Verrucachernes indicus
Espèce
Synonymes
- Pselaphochernes indicus Beier, 1974

Verrucachernes indicus est une espèce de pseudoscorpions de la famille des Chernetidae.

## Distribution
Cette espèce est endémique du Tamil Nadu en Inde. Elle se rencontre vers Coonoor.

## Description
Le mâle holotype mesure 1,45 mm et la femelle paratype 1,8 mm.
Les mâles mesurent de 1,14 à 1,49 mm et les femelles de 1,42 à 1,82 mm.

## Systématique et taxinomie
Cette espèce a été décrite sous le protonyme Pselaphochernes indicus par Beier en 1974. Elle est placée dans le genre Verrucachernes par Romero-Ortiz et Harvey en 2019.

## Étymologie
Son nom d'espèce lui a été donné en référence au lieu de sa découverte, l'Inde.

## Publication originale
- Beier, 1974 : Pseudoscorpione aus Südindien des Naturhistorischen Museums in Genf. Revue Suisse de Zoologie, vol. 81, p. 999-1017 (texte intégral).